# Brad Keselowski
Bradley Aaron „Brad” Keselowski (ur. 12 lutego 1984 w Rochester Hills) – amerykański kierowca wyścigowy, rywalizujący w serii Monster Energy NASCAR Cup Series dla zespołu Team Penske. Mistrz rozgrywek w sezonie 2012.

## Kariera

### Początki
Keselowski rozpoczął swoją karierę wyścigową w wieku 14 lat. W 1998 roku wystartował w zawodach samochodów typu Quarter Midget i w swoim pierwszym sezonie zdobył sześć zwycięstw. Następny rok przyniósł mu osiem zwycięstw oraz tytuł mistrzowski serii Senior Honda 160. Od 2000 roku ścigał się samochodami w lidze Factory Stock, gdzie w pierwszym sezonie zdobył dziewięć zwycięstw. W międzyczasie pracował także dla zespołu K Automotive, prowadzonym przez jego ojca.
W 2004 roku zadebiutował w ciężarówce K Automotive w serii NASCAR Camping World Truck Series na torze w Martinsville. W sezonie tym wystartował w ośmiu wyścigach, zaś w następnym wziął udział w całym sezonie i zakończył go na 21. miejscu.

### NASCAR Xfinity Series
Wyścig w Fontanie w 2006 roku był debiutem Keselowskiego w NASCAR Xfinity Series. W ciągu roku wystartował w siedmiu wyścigach w samochodzie zespołu Keith Coleman Racing. Sezon 2007 miał być jego pierwszym pełnym w zawodach, lecz w jego trakcie ekipa Keitha Colemana zakończyła działalność. Talent kierowcy zauważył jednak Dale Earnhardt Jr., właściciel zespołu JR Motorsports, który podpisał kontrakt z Keselowskim. Zasiadł on za kierownicą Chevroleta o numerze 88. W nowym zespole Keselowski zanotował w 2008 roku swoje pierwsze zwycięstwa w NASCAR – w Nashville i Bristol – a także uplasował się na trzecim stopniu podium klasyfikacji generalnej kierowców. Sukces ten powtórzył w następnym sezonie, zdobywając cztery zwycięstwa.
Pod koniec 2009 roku Keselowski przeszedł do drużyny Team Penske, dla której w Xfinity Series startował Dodge’em nr 22. W sezonie 2010, pierwszym z nową organizacją, kierowca odnotował sześć zwycięstw, przez większość sezonu przewodził tabeli kierowców, a w listopadzie zdobył tytuł mistrzowski serii. Od następnego sezonu Keselowski był rejestrowany jako kierowca Cup Series, przez co nie mógł rywalizować o punkty w Xfinity Series, jednak nadal brał udział w wielu wyścigach serii. W 2013 roku aż siedem razy finiszował na pierwszym miejscu w tych rozgrywkach.

### Monster Energy NASCAR Cup Series

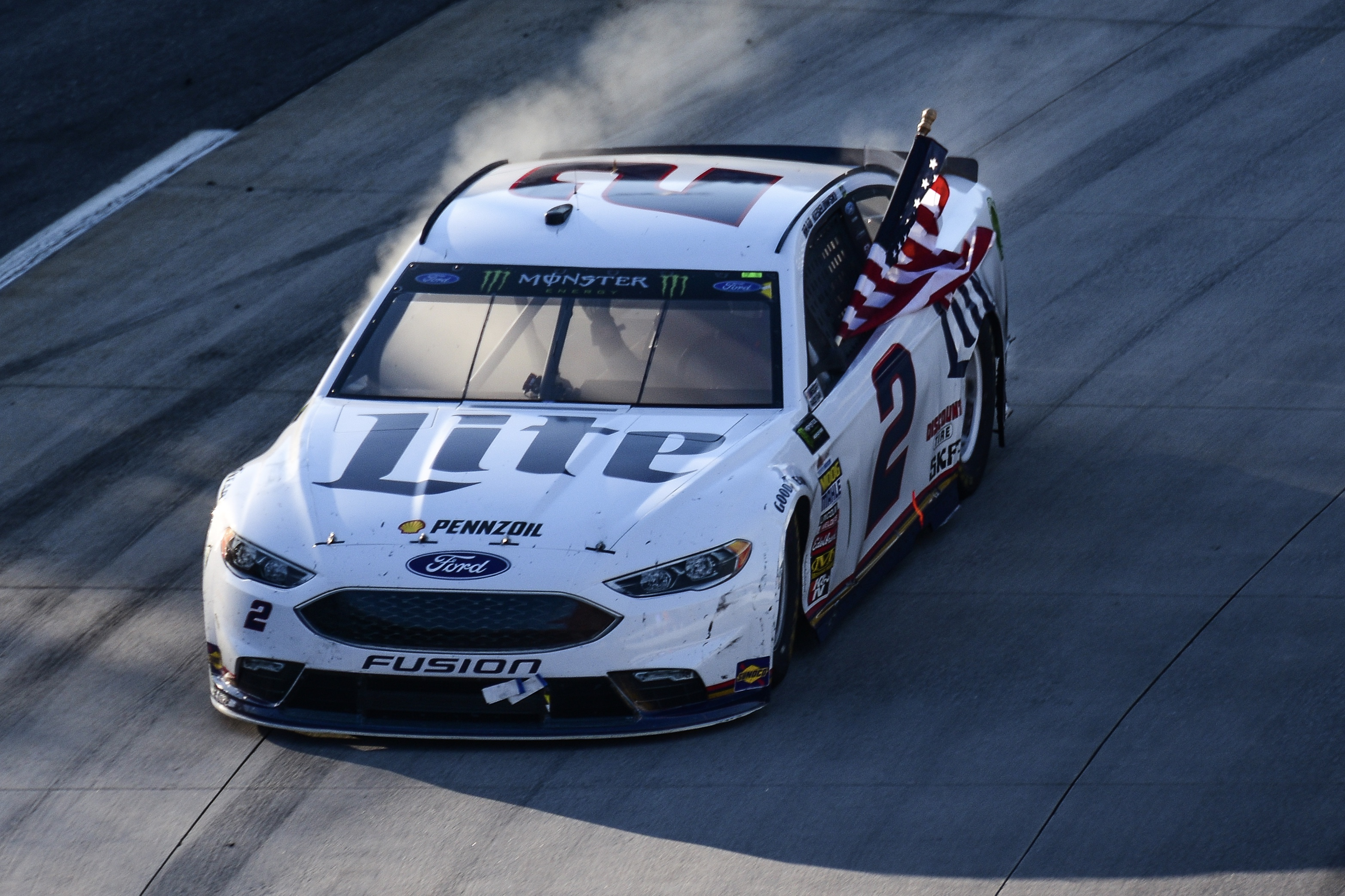
Keselowski celebrujący zwycięstwo w wyścigu w Martinsville w 2017 roku

W 2008 roku Keselowski zadebiutował w rozgrywkach Monster Energy NASCAR Cup Series, kierując Chevroletem nr 25 zespołu Hendrick Motorsports (dla którego ścigał się również Earnhardt Jr.) w wyścigach w Teksasie i Homestead-Miami. W 2009 roku ścigał się w siedmiu wyścigach dla Hendrick Motorsports, pięciu dla Phoenix Racing (dla których zdobył swoje pierwsze zwycięstwo w serii na torze w Talladedze), a pod koniec roku w trzech dla Team Penske. Kolejny sezon był jego pierwszym pełnoetatowym dla Penske. Zasiadł podczas niego za kierownicą Dodge'a o numerze 12.
Od 2011 roku Keselowski kierował samochodem o numerze 2 i był już pełnoetatowym kierowcą Cup Series. W sezonie tym zdobył trzy zwycięstwa. W roku 2012 kierowca odnotował pięć zwycięstw i w końcówce sezonu prześcignął Jimmiego Johnsona w walce o mistrzostwo. Od następnego sezonu Team Penske zmieniło samochód z wycofującego się z NASCAR Dodge na Ford. Keselowski zdobył jedyne zwycięstwo sezonu 2013 podczas jesiennego wyścigu w Charlotte. W 2014 Keselowski odniósł najwięcej zwycięstw w karierze, mianowicie aż sześć (najwięcej spośród wszystkich kierowców). Nie udało mu się jednak zakwalifikować do finałowej rundy play-offów, wskutek czego stracił szansę na drugi tytuł. W 2015 roku zdobył jedno zwycięstwo, zaś w kolejnym cztery. W sezonie 2017 odniósł trzy zwycięstwa oraz pierwszy w karierze awans do finału play-offów. Siódme miejsce w ostatnim wyścigu dało mu 4. pozycję w końcowej klasyfikacji kierowców.

## Życie prywatne
Keselowski pochodzi z rodziny pasjonatów wyścigów. W NASCAR ścigał się jego ojciec Bob, a także wujek Ron. Kierowca ma polskie korzenie. Jego przodkowie, noszący nazwisko Kieślowscy, wyemigrowali przed I wojną światową z Galicji do Stanów Zjednoczonych. W wielu wywiadach wspominał o chęci ustalenia swojej genealogii, lecz nie osiągnął w tym skutków.
W środowisku NASCAR Keselowski jest znany z ekscentrycznych wypowiedzi i zachowań. Jest także bardzo aktywny na Twitterze. W trakcie Daytona 500 w 2012 roku, zamieścił na nim zdjęcie zrobione w jego samochodzie, kiedy kierowcy zatrzymani byli na torze na czas jego sprzątania po wypadku. Za ów czyn kierowca otrzymał karę od NASCAR w wysokości 25 tys. dolarów.
W lutym 2017 roku Keselowski ożenił się z Paige White. Para ma jedną córkę, Scarlett.